# Resolutie 1481 Veiligheidsraad Verenigde Naties
Resolutie 1481 van de Veiligheidsraad van de Verenigde Naties was de tweede van drie resoluties die de Veiligheidsraad van de Verenigde Naties op 19 mei 2003 aannam.

## Achtergrond
In 1980 overleed de Joegoslavische leider Tito, die decennialang de bindende kracht was geweest tussen de zes deelstaten van het land. Na zijn dood kende het nationalisme een sterke opmars en in 1991 verklaarde Bosnië en Herzegovina zich onafhankelijk. De Servische minderheid in het land kwam hiertegen in opstand en begon een burgeroorlog, waarbij ze probeerden de Bosnische volkeren te scheiden. Tijdens die oorlog vonden massamoorden plaats waarbij tienduizenden mensen omkwamen. In 1993 werd het Joegoslavië-tribunaal opgericht, dat de oorlogsmisdaden die hadden plaatsgevonden moest berechten.

## Inhoud

### Resolutie
De Veiligheidsraad:
- Bevestigt de resoluties 827, 1166, 1329, 1411 en 1431.
- Overwoog de brieven van:
  - De secretaris-generaal van 18 maart 2002 en 7 mei 2003.
  - De voorzitter van het Joegoslavië-tribunaal van 12 maart 2002 en 1 mei 2003.
- Is overtuigd om de macht van ad litem-rechters in het Tribunaal ter versterken zodat ze ook in de voorbereidingen op een rechtszaak kunnen oordelen indien nodig.
- Handelend onder hoofdstuk VII van het Handvest van de Verenigde Naties:

1. Beslist artikel °13 van het statuut van het tribunaal te amenderen en dit artikel te vervangen door dat in de annex (hieronder).
2. Beslist op de hoogte te blijven.

### Annex
Artikel 13 kwart
Status van ad litem-rechters
1. Tijdens hun benoeming in het Internationaal Tribunaal zullen ad litem-rechters:
a. Dezelfde voorwaarden hebben als de permanente rechters.
b. Dezelfde macht hebben als de permanente rechters.
c. Dezelfde immuniteit, vrijstellingen en voorzieningen hebben als een rechter.
d. Gemachtigd zijn te oordelen in voorbereidende procedures in zaken waarvoor ze niet benoemd zijn.
2. Tijdens hun benoeming zullen ze niet:
a. Verkiesbaar of stemgerechtigd zijn in de verkiezing van de voorzitter van het Tribunaal of de voorzittende rechter.
b. Gemachtigd zijn om:
i. Regels voor procedures of bewijsvoering in te voeren. Ze zullen hiervoor wel geraadpleegd worden.
ii. Aanklachten te behandelen.
iii. De voorzitter te raadplegen in verband met de aanstelling van nieuwe rechters.

## Verwante resoluties
- Resolutie 1411 Veiligheidsraad Verenigde Naties (2002)
- Resolutie 1431 Veiligheidsraad Verenigde Naties (2002)
- Resolutie 1503 Veiligheidsraad Verenigde Naties
- Resolutie 1504 Veiligheidsraad Verenigde Naties

Lijst ·  1455 ·  1456 ·  1457 ·  1458 ·  1459 ·  1460 ·  1461 ·  1462 ·  1463 ·  1464 ·  1465 ·  1466 ·  1467 ·  1468 ·  1469 ·  1470 ·  1471 ·  1472 ·  1473 ·  1474 ·  1475 ·  1476 ·  1477 ·  1478 ·  1479 ·  1480 ·  1481 ·  1482 ·  1483 ·  1484 ·  1485 ·  1486 ·  1487 ·  1488 ·  1489 ·  1490 ·  1491 ·  1492 ·  1493 ·  1494 ·  1495 ·  1496 ·  1497 ·  1498 ·  1499 ·  1500 ·  1501 ·  1502 ·  1503 ·  1504 ·  1505 ·  1506 ·  1507 ·  1508 ·  1509 ·  1510 ·  1511 ·  1512 ·  1513 ·  1514 ·  1515 ·  1516 ·  1517 ·  1518 ·  1519 ·  1520 ·  1521